# André Stade
André Stade (* 23. Februar 1971 in Dresden) ist ein deutscher Schlagersänger, Musikproduzent und Komponist.

## Leben
André Stade nahm als Kind zunächst Klavier- und Akkordeonunterricht. Nach der Schule schlug er sich als Tankwart und mit verschiedenen anderen Jobs durch. Später machte er eine Lehre als Elektriker. Dann absolvierte er eine Gesangsausbildung.
Seine Karriere als Schlagersänger begann 1995 mit dem Titel Feuer, Wind und Eis. Im Folgejahr nahm Stade an der deutschen Vorentscheidung zum Eurovision Song Contest 1996 teil und belegte mit seinem Beitrag Jeanny wach auf den zweiten Platz. Produziert wurde er zunächst von Jean Frankfurter und Irma Holder.
Bei den Deutschen Schlager-Festspielen 1997 gewann er mit dem Titel Weil Du so bist, wie Du bist den dritten Platz („Bronzene Muse“). Eine weitere „Bronzene Muse“ holte er sich ein Jahr später bei den Schlager-Festspielen 1998 mit dem Titel Weil ich wahnsinnig bin.
Im Jahr 1999 war er auf Tour mit Claudia Jung, für die er seit vielen Jahren auch Songs schreibt. In den letzten Jahren machte er sich vor allem als Produzent und Komponist einen Namen. 
Er komponierte für Roland Kaiser mehrere Songs, ebenso für Franziska Wiese und Romy Kirsch.
André Stade lebt in Dresden.

## Diskografie
Alben
- 1996: André Stade
- 1998: André Stade II
- 1999: Ganz nah dran
- 2002: Viel mehr
- 2006: Auf dich und mich
- 2009: Endlich wieder ich
- 2011: Unendlichkeit
- 2015: Im Leben
- 2018: Sterne in den Augen
- 2019: Lieblingsschlager
- 2024: Best Of

Singles
- 1995: Ich will mehr als eine Nacht
- 1995: Feuer, Wind & Eis
- 1996: Zum ersten Mal wirst du in meinen Armen wach
- 1996: Jeanny wach auf
- 1996: Du gehst unter die Haut
- 1997: Marie Ann
- 1998: Es muss ja nicht für immer sein
- 2000: Baby Blue
- 2002: Lena
- 2017: Giganten
- 2018: Willkommen Gänsehaut
- 2019: Millionen Lichter
- 2020: Die Liebe sind wir
- 2021: Bis ans Ende der Zeit
- 2024: Im freien Fall
- 2024: Hab ich Dich, hab ich Alles

## Auszeichnungen
- 2013: smago! Award als „Entdecker des Jahres“ für die Entdeckung von Franziska Wiese[3]